# Cristianos de Santo Tomás

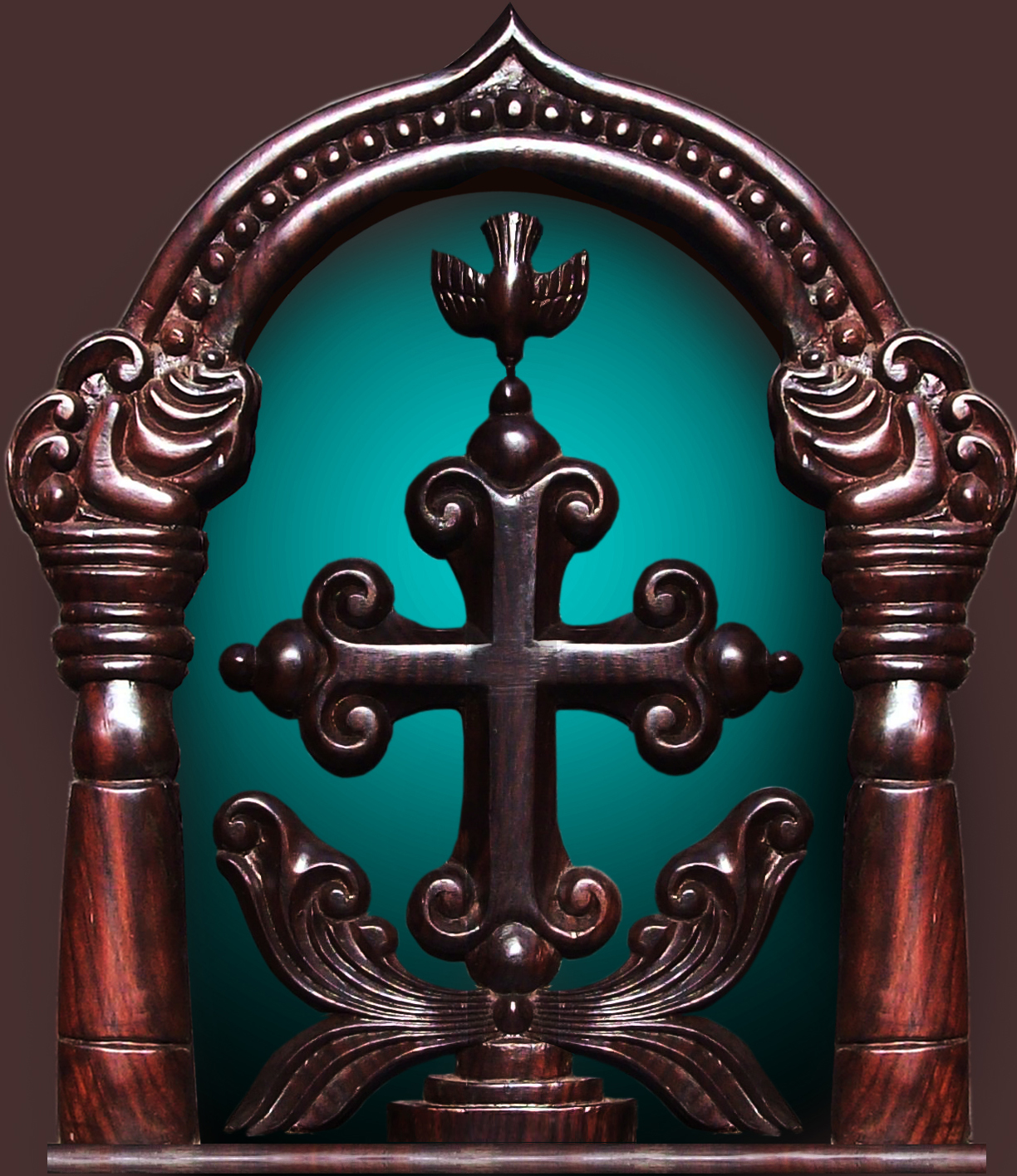
La Cruz de Santo Tomás o Mar Thoma Silva simboliza la identidad de los cristianos de Santo Tomás, también conocido como Nasranis, de Kerala, India.

Los cristianos de Santo Tomás, también llamados nasranis o cristianos sirios, son una antigua comunidad cristiana de Kerala, India, que por tradición remontan sus orígenes a la actividad evangelizadora de Tomás el Apóstol en el siglo I, por lo que se consideran una de las comunidades cristianas más antiguas del mundo. Históricamente, la comunidad estuvo unida durante siglos por el liderazgo y la liturgia, pero desde el siglo XVII se ha dividido en diferentes denominaciones y tradiciones eclesiales.

## Tradición
Las tradición de las diversas denominaciones de los modernos Cristianos de Santo Tomás  se refiere a la llegada de santo Tomás, uno de los 12 discípulos de Jesús, al antiguo puerto de Muziris (actual Kodungallur, Kerala) en el año 52. Según esa tradición Tomás el apóstol convirtió  32 familias de la casta brahmán y fundó las iglesias popularmente conocidas como 'Ezharappallikal' (Siete Iglesias y Media). Estas iglesias eran las de Kodungallur, Kollam, Niranam, Nilackal (Chayal), Kokkamangalam, Kottakkayal (Paravoor), Palayoor (Chattukulangara) y Thiruvithamkode (la media iglesia).
La fuente más antigua conocida sobre el viaje del apóstol a la India es la de los Hechos de Tomás, libro probablemente escrito a principios del siglo III, tal vez en Edesa. Los Hechos de Tomás describen, en su capítulo 17, la visita de Tomás al rey Gondofares, en el norte de la India. Según este texto (capítulos 2 y 3), Tomás viajó a la India por mar. Que tales viajes eran posibles es conocido a través de textos como el Periplo del Mar Eritreo. En 1872 se descubrió que el rey Gondofares había existido realmente, y había reinado entre los años 21 y 47. Posiblemente, el autor de los Hechos de Tomás manejó datos históricos fidedignos en lo referente a la India; no obstante, esto no constituye prueba alguna de historicidad en lo referente al supuesto viaje del apóstol. Una tradición más tardía  en fuentes indias tempranas es la "Thomma Parvam" ("Canción de Thomas").
Varios escritores latinos del siglo IV también mencionan el viaje de Tomás a la India, incluyendo Ambrosio de Milán, Gregorio Nacianceno, Jerónimo, y Efrén el Sirio, mientras que Eusebio de Cesarea registró que su maestro Pantaenus visitó una comunidad cristiana en India a finales del siglo II.
No hay evidencia contemporánea que muestre que Tomás el apóstol estuviera en la India, pero sí está claro que era posible que un judío de la época hiciera un viaje así. Los judíos habitantes de la ciudad portuaria de Cochín en la Costa del Malabar se sabe que ya vivían en la India alrededor de esa época.
Según la tradición, Tomás sufrió martirio en la India el 3 de julio del año 72. Por esa razón su festividad se celebra el 3 de julio. Se han conservado varios himnos al apóstol Tomás, atribuidos a Efrén el Sirio, en códices de los siglos VIII y IX, que transmiten la tradición según la cual los restos de Tomás fueron llevados a Edesa desde la India por un mercader.
Un grupo cristiano de Knanaya, al sur de quienes se consideran descendientes de los convertidos por Tomás el Apóstol, remonta las raíces de su comunidad a una migración procedente del Oriente Medio, cuyo líder era el comerciante Tomás de Cana, a quien las leyendas de la India identifican como un extranjero con el nombre "Thoman", que debatió con los brahmanes y convirtió al cristianismo a varias personalidades, incluyendo un rey.

## Historia
Históricamente la comunidad cristiana de Santo Tomás fue parte de la Iglesia del Oriente, centrada en Persia. Desde principios del siglo IV el Patriarca de la Iglesia de Oriente proporcionaba a las iglesias de la India clérigos, textos sagrados e infraestructura eclesiástica. La "Provincia Eclesiástica de la India" estaba organizada en el siglo VIII, servida por obispos y un arcediano hereditario.
En el siglo XVI las presiones del patronato portugués para llevar a los cristianos de Santo Tomás a la Iglesia católica provocó la división de la comunidad entre los católicos y la Iglesia de Malankara. Desde entonces se han producido escisiones, y los cristianos de Santo Tomás están divididos entre la Iglesia católica siro-malankar, la Iglesia católica siro-malabar, la Iglesia ortodoxa de Malankara, y organismos independientes[cita requerida], cada uno con sus propias liturgias y tradiciones.